# Hypolycaena naara
Hypolycaena naara är en fjärilsart som beskrevs av William Chapman Hewitson 1873. Hypolycaena naara ingår i släktet Hypolycaena och familjen juvelvingar. Inga underarter finns listade i Catalogue of Life.

## Bildgalleri

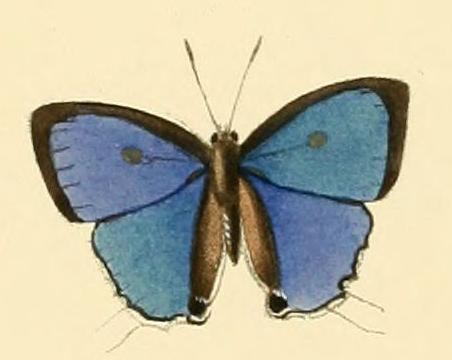
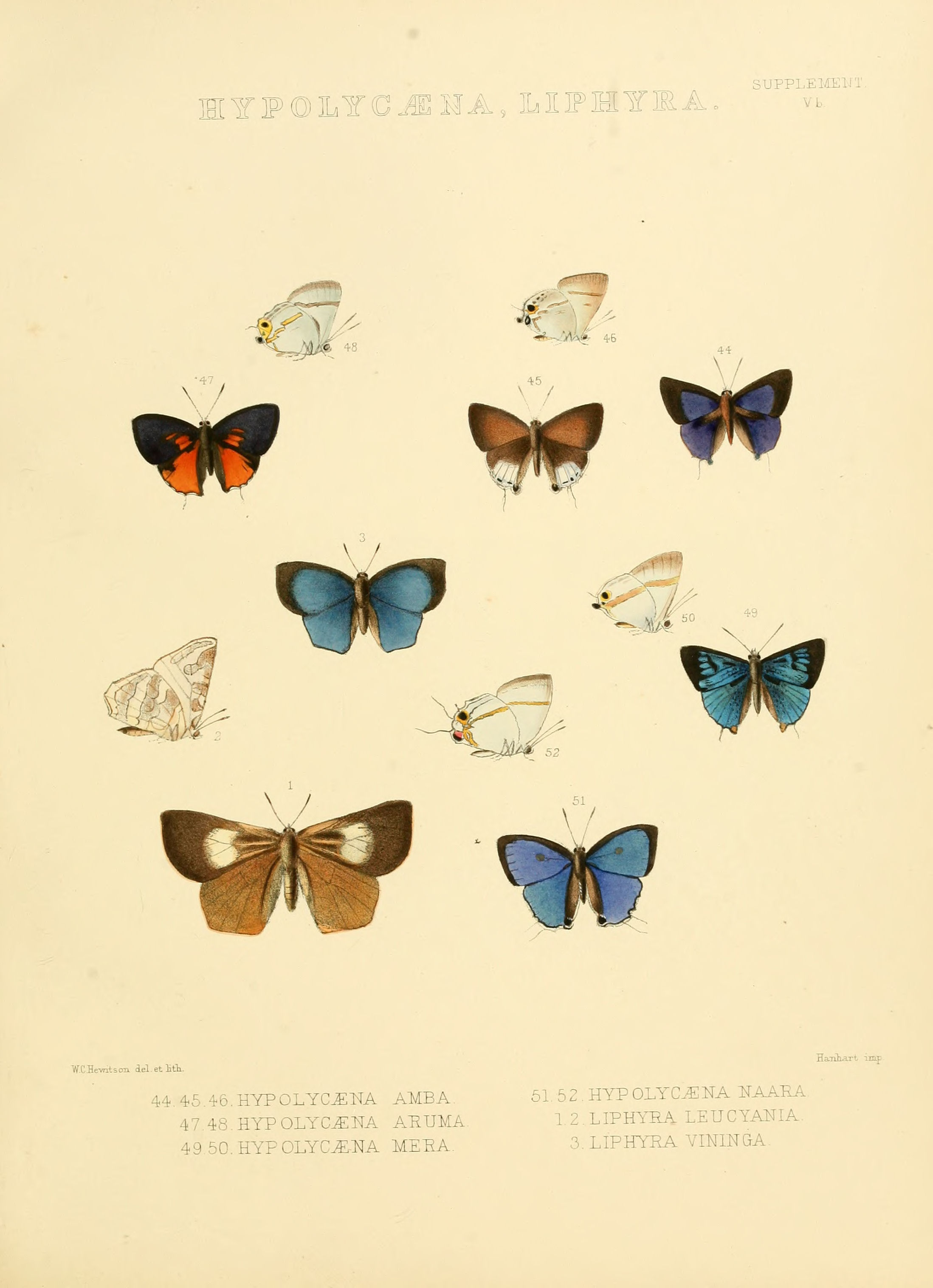